# Thurleigh
Thurleigh är en ort och civil parish i Storbritannien.   Den ligger i kommunen Borough of Bedford i  riksdelen England, i den sydöstra delen av landet, 80 km norr om huvudstaden London. Thurleigh ligger 73 meter över havet och antalet invånare är 696.
Terrängen runt Thurleigh är platt. Runt Thurleigh är det tätbefolkat, med 319 invånare per kvadratkilometer. Närmaste större samhälle är Bedford, 8,9 km söder om Thurleigh. Trakten runt Thurleigh består till största delen av jordbruksmark.